# Erfurt
Erfurt er hovedstaden i den tyske delstat Thüringen. Den nævnes første gang år 742 under navnet Erphesfurt og var en vigtig handelsby i middelalderen. I 1803 blev Erfurt en del af kongeriget Preussen. Selv om den var omgivet af Thüringen, forblev den preussisk til 1945. Efter den tyske genforening blev Erfurt hovedstad i den genoprettede delstat Thüringen.
Erfurt ligger centralt i Tyskland, 100 km sydvest for Leipzig, 113 km sydøst for Kassel og 180 km sydøst for Hannover.
Byen er berømt for Krämerbrücke, der er en bebygget middelalderbro, der kan føres tilbage til 1325.

## Notable bysbørn
- Maria Ehrich, skuespiller